# Antennulariella batistae
Antennulariella batistae är en svampart som beskrevs av S. Hughes 2000. Antennulariella batistae ingår i släktet Antennulariella och familjen Antennulariellaceae.   Inga underarter finns listade i Catalogue of Life.